# اصغر شرفي
اصغر شرفي (بالفارسية: اصغر شرفی)، من مواليد 22 ديسمبر 1942م، وهو لاعب كرة قدم إيراني سابق، وكان مركزه مهاجم، وهو المدرب الحالي لأحد الأندية الإيرانية، شارك مع منتخب بلاده في دورة الألعاب الصيفية الأولمبية في مدينة ميونخ سنة 1972م، كما شارك مع المنتخب الإيراني بدورة الألعاب الآسيوية سنة 1970م.